# Mauro Picasso
Mauro Picasso (Genova, 16 luglio 1965) è un ex calciatore italiano, di ruolo centrocampista.

## Carriera
Giocò due stagioni in Serie A con le maglie di Foggia e Reggiana.

## Palmarès

### Club

#### Competizioni nazionali
- Serie B: 2

Foggia: 1990-1991
Reggiana: 1992-1993
- Campionato Nazionale Dilettanti: 1

Moncalieri: 1999-2000